# Stemma del Sudafrica
Lo stemma del Sudafrica (wapen van Suid-Afrika) è il simbolo araldico ufficiale del paese, adottato il 27 aprile 2000 al posto della precedente versione risalente al 1910. Consiste in uno scudo con raffigurate due figure umane che ricordano le pitture rupestri boscimane. A sostegno dello scudo si trovano due spighe e due coppie di zanne di elefante, mentre la parte superiore è caratterizzata da un sole che sorge, simbolo della rinascita del paese e un serpentario, simbolo di protezione. In basso, tra le zanne si può leggere il motto del paese: ǃke e: ǀxarra ǁke (popoli differenti, uniti).

## Evoluzione
|      |      |      |
| 1910 | 1930 | 1932 |